# Lars Arvid Nilsen
Lars Arvid Nilsen (Notodden, Telemark, 15 de abril de 1965) é um antigo atleta norueguês, especialista em arremesso de peso. Foi vice-campeão mundial em 1991 e é, ainda, o recordista do seu país naquela especialidade.
A sua melhor marca, obtida em Indianápolis no ano de 1986, é de 21.22 m.